# Marcos 9

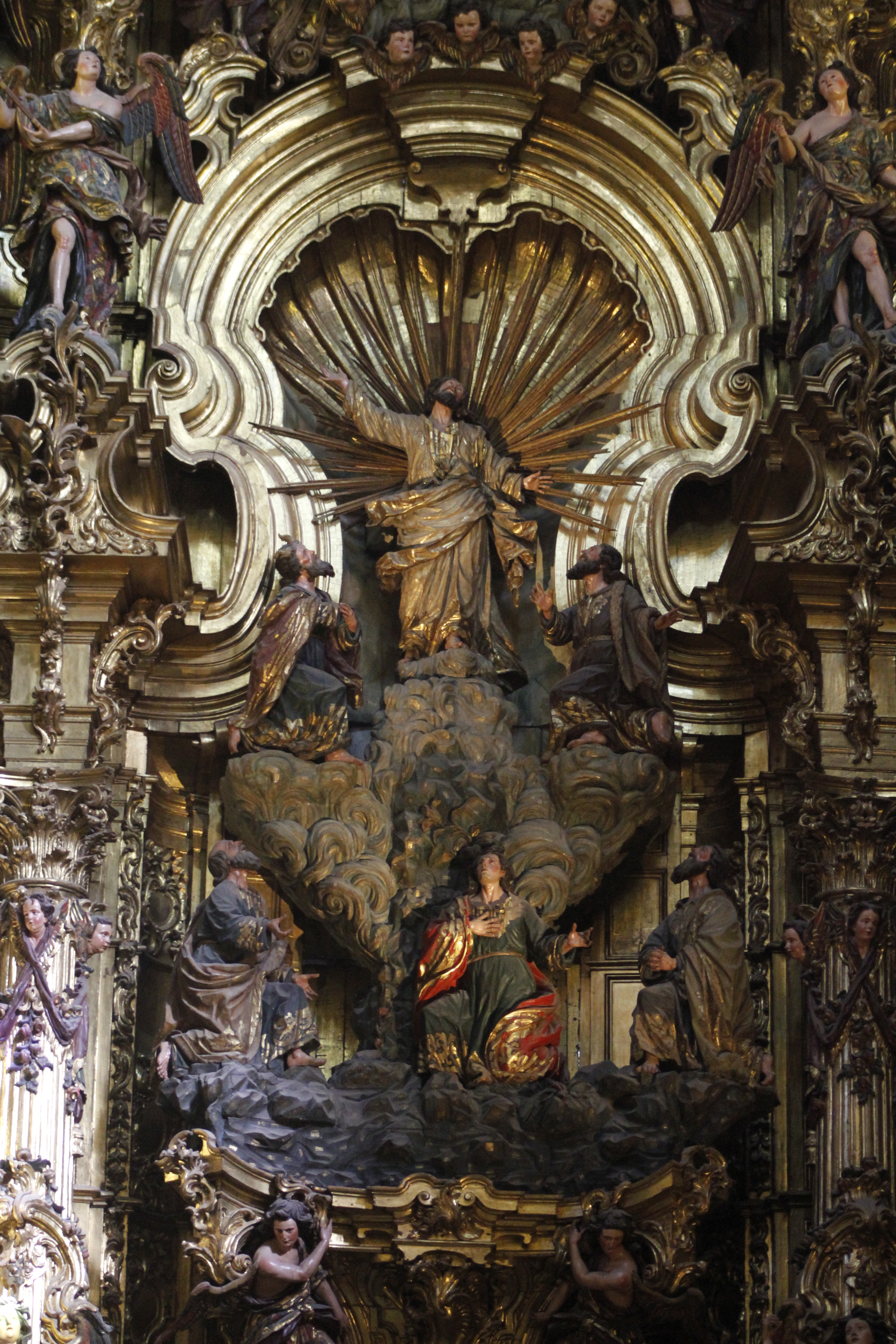
Retábulo retratando a Transfiguração de Jesus no altar-mor da Iglesia del Salvador, em Sevilha, um dos temas de Marcos 9.

Marcos 9 é o nono capítulo do Evangelho de Marcos no Novo Testamento da Bíblia. Ele trata principalmente da Transfiguração de Jesus e de sua volta para Cafarnaum, inclusive o relato de mais um milagre e a segunda profecia de Jesus sobre sua morte.

## Os que não morrerão
O capítulo começa com Jesus prevendo que um dos que ali estavam com ele de maneira nenhuma morrerão" enquanto não chegar o reino de Deus. Do que Jesus estava falando exatamente é há muito tempo debatido. Este trecho ocorre logo depois de "...quando vier na glória de seu Pai com os santos anjos" no final de Marcos 8, que pode ser uma referência à Transfiguração, relatada neste capítulo. Alguns estudiosos defendem que é uma referência à Segunda Vinda, um evento que a maioria acredita não ter ocorrido durante o período de vida dos que ali estavam. Outros interpretam que Jesus estaria se referindo à sua própria ressurreição e/ou ao início do cristianismo. Esta passagem aparece também em Mateus 16 (Mateus 16:28) e em Lucas 9 (Lucas 9:27), mas Mateus acrescenta, entre a frase do final de Marcos 8 e esta no início de Marcos 9 uma outra, "e então retribuirá a cada um segundo as suas obras".

## A Transfiguração

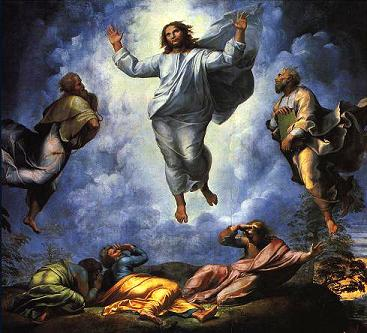
A Transfiguração (1520) de Raffaello Sanzio

Jesus convida Pedro, Tiago e João para que o acompanhassem até o alto de uma montanha, que tradicionalmente se acredita ser o Monte Tabor. Depois de seis dias, as roupas de Jesus repentinamente começaram a resplandecer e tornaram-se muito brancas. Os profetas Elias e Moisés apareceram do seu lado e os três conversaram (Marcos 9:1–5). Atemorizados e sem saber o que fazer, os discípulos se ofereceram para construir abrigo para os três e, pela primeira vez em Marcos, chamam Jesus de "rabbi" ("mestre"). Uma voz celestial anuncia então: «Este é o meu Filho dileto; ouvi-o!» (Marcos 9:7), o mesmo que já havia dito uma voz do céu quando Jesus foi batizado em Marcos 1, só que, desta vez, só os três apóstolos presenciam. Elias e Moisés desaparecem e o grupo desce da montanha. No caminho, Jesus pede-lhesd que mantenham o que viram em segredo até que «o Filho do homem houvesse ressurgido dentre os mortos» (Marcos 9:9). Confusos sobre o que ouviram, os discípulos pedem mais informações para Jesus, principalmente sobre Elias. A resposta foi:
| “ | «Elias, com efeito, vem primeiro e há de restaurar todas as coisas; e como é que está escrito acerca do Filho do homem, que padecesse muitas coisas e fosse rejeitado? Mas digo-vos que Elias já veio e fizeram-lhe tudo quanto quiseram, como dele está escrito.» (Marcos 9:12–13) | ” |

A tradição judaica acreditava na época que Elias iria reaparecer antes da vinda do Messias, como previsto em Malaquias 4. Em Mateus 17 (Mateus 17:13) conta-se que os três entenderam que Jesus estava comparando Elias a João Batista.
Esta passagem como um todo ecoa Êxodo 24, no qual nuvens cobriram o Monte Sinai por seis dias antes de Moisés subir para receber os dez mandamentos.

## O rapaz possuído
O grupo que estava com Jesus retorna e encontra os discípulos discutindo com os escribas em meio à multidão. Quando perguntou sobre o que discutiam, disseram a Jesus que haviam trazido um garoto para que ele o curasse. Ele «ele espuma, range os dentes e vai definhando» (Marcos 9:18), sintomas similares ao da epilepsia, o que é afirmado com clareza em Mateus 17 (Mateus 17:14–21). Os discípulos tentaram, mas não conseguiram curá-lo. Jesus, depois de chamar a todos de «geração incrédula» (Marcos 9:19), manda que o garoto lhe seja trazido. O pai então pergunta se Jesus "pode" fazer alguma coisa e Jesus responde com uma de suas mais famosas frases: «Se podes! Tudo é possível ao que crê!» (Marcos 9:23). Emocionado, o pai afirma que cré e Jesus cura o garoto. Depois, quando os discípulos o perguntam reservadamente por que não conseguiram expulsar o demônio, Jesus responde enigmaticamente: «Esta espécie só pode sair à força de oração!» (Marcos 9:29)

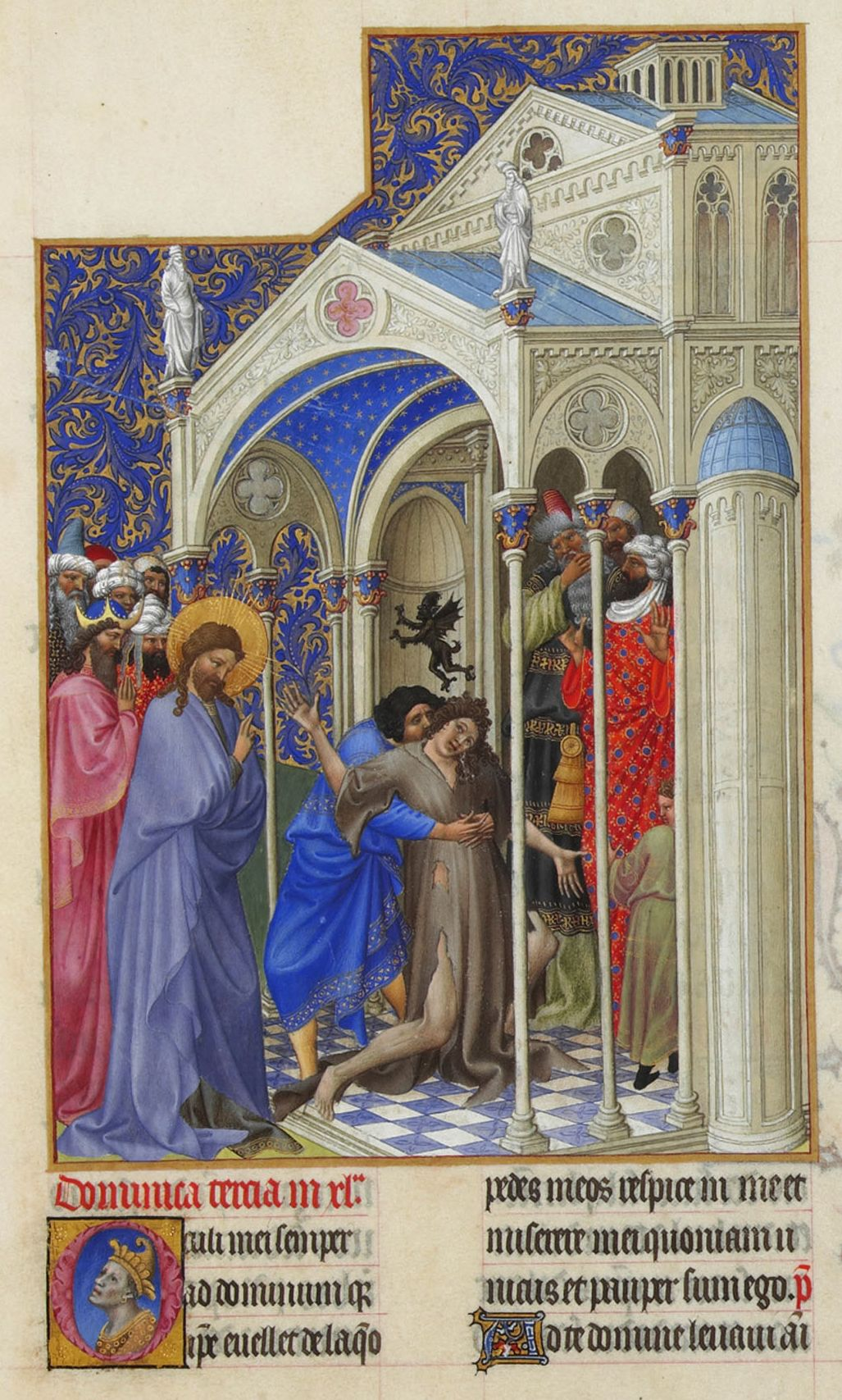
Jesus exorcizando o garoto.
Folio iluminado das Les très riches heures du duc de Berry, atualmente no Musée Condé, no Castelo de Chantilly, na França.

## Profecia
Jesus então conta a todos os discípulos que o Filho do homem será morto e ressurgirá depois de três dias. Porém, eles ainda não compreendem, mas nada perguntam por que tem medo de perguntar. Esta é a segunda vez que Jesus profetiza sua morte. Apesar de alguns estudiosos céticos defenderem que todas elas são exemplos de vaticinium ex eventu, Raymond E. Brown afirma que "a dificuldade em descartar todas as previsões como criações inteiramente pós-Jesus pode ser exemplificada em Marcos 9, no qual muitos estudiosos reconhecem características semíticas e uma antiga tradição".

## De volta a Cafarnaum
Marcos conta que o grupo todo retornou para Cafarnaum e, chegando lá, Jesus quis saber sobre o que discutiam os discípulos no caminho. Eles não respondem, pois estavam discutindo sobre quem seria o maior entre eles, certamente por que Jesus escolheu apenas alguns para segui-lo até o alto do monte e os nove que ficaram não conseguiram exorcizar o garoto. Jesus já sabia do que falavam e diz que «Se alguém quer ser o primeiro, será o último de todos, e servo de todos» (Marcos 9:35). E, abraçando uma criança que estava entre eles, complementa «Aquele que receber um destes meninos em meu nome, a mim é que recebe; e aquele que me receber, recebe não a mim, mas àquele que me enviou» (Marcos 9:37).
Em seguida, João conta que outras pessoas, não diretamente ligadas ao grupo de Jesus, tem curado e exorcizado em seu nome. Mais uma vez, a resposta de Jesus ficaria famosa:«Não lho proibais; porque não há ninguém que faça milagre em meu nome, e logo depois possa falar mal de mim. Pois quem não é contra nós, é por nós.» (Marcos 9:39–40)
Encerrando o capítulo, Jesus profere um de seus mais duros discursos contra o pecado:
| “ | «Aquele que vos der de beber um copo de água, porque sois de Cristo, em verdade vos digo que de modo algum perderá a sua recompensa. Mas quem puser uma pedra de tropeço no caminho de um destes pequeninos que creem, melhor seria que se lhe pendurasse ao pescoço uma grande pedra de moinho, e que fosse lançado no mar. Se a tua mão te servir de pedra de tropeço, corta-a; melhor é entrares na vida manco, do que, tendo duas mãos, ires para a geena, para o fogo inextinguível. {onde o seu verme não morre e o fogo não se apaga.} Se o teu pé te servir de pedra de tropeço, corta-o; melhor é entrares na vida aleijado, do que, tendo dois pés, seres lançado na geena. {onde o seu verme não morre e o fogo não se apaga.} Se o teu olho te servir de pedra de tropeço, arranca-o; melhor é entrares no reino de Deus com um só de teus olhos, do que, tendo dois, seres lançado na geena, onde o seu verme não morre e o fogo não se apaga. Pois cada um será salgado com fogo. O sal é bom; mas se o sal se tiver tornado insípido, com que haveis de restaurar-lhe o sabor? Tende sal em vós mesmos, e estai em paz uns com os outros.</poem>» (Marcos 9:41–50) | ” |

A qual "sal" exatamente Jesus se referia é incerto, mas aqui Jesus o relaciona ao fogo, à bondade e à paz. "Sal" pode ainda simplesmente ser uma referência aos seus ensinamentos.
Os manuscritos originais de Marcos utilizam a palavra "gehenna" para "inferno". Este era também o nome de um depósito de lixo perto de Jerusalém, no vale Hinnon, onde os corpos dos criminosos eram queimados juntamente com o lixo. Em tempos mais antigos, era utilizado como local de sacrifício de crianças as divindades locais anteriores ao judaísmo.

### Versículos 44 e 46
Marcos 9:44, 46 ("onde o seu verme não morre e o fogo não se apaga" nos dois) não aparece em todas as traduções da Bíblia para o português (como na Tradução do Novo Mundo). Em algumas, aparece marcado por chaves (como a Tradução Brasileira da Bíblia, citada aqui) ou com um nota de rodapé. O texto é idêntico a Marcos 9:48.

## Relação com outros evangelhos
Lucas 9 reproduz quase que integralmente o texto em Marcos 9, verbatim, com a notável exceção do discurso sobre o pecado, que está parcialmente em Lucas 17. Mateus coloca a transfiguração e o exorcismo do garoto antes de um relato um pouco diferente (e expandido) da pregação em Cafarnaum em Mateus 17 e 18. Já o Evangelho de João não cita nenhum deles, o que deixou pasmos muitos estudiosos ao longo da história, uma vez que João era um dos únicos três presentes na transfiguração. É possível que Marcos estivesse errado ou sobre o evento ou sobre o fato de João ter participado; ou que o Evangelho de João não tenha sido escrito pelo apóstolo João; ou ainda que João sabia que os evangelhos sinóticos estavam circulando e escreveu o seu apenas para preencher os detalhes que acreditava estarem faltando.